# Кик Смит
Јоханес Крисхостомус  „Кик“ Смит (3. новембар 1911 — Харлем, 1. јул 1974) био је холандски фудбалер. Одиграо је 29 утакмица и постигао 26 голова за фудбалску репрезентацију Холандије, и играо је на светским првенствима 1934. и 1938. године. Он је први холандски фудбалер који је постигао гол на Светском првенству (27. маја 1934. против Швајцарске). Током своје клупске каријере играо је за Харлем.